# Margita Figuli

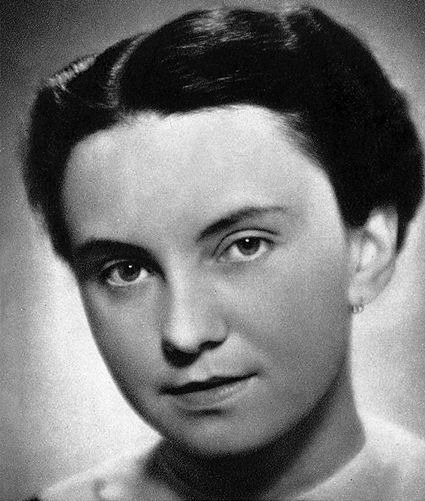
Magrita Figuli, fot. 1937

Margita Figuli (ur. 2 października 1909 w Vyšným Kubínie, zm. 27 marca 1995 w Bratysławie) – słowacka pisarka, autorka nowel psychologicznych (zbiór Pokušenie 1937), stylizowanej ballady prozą Trzy kasztanki (1940, wyd. pol. 1962), powieści historycznych (Babylon, t. 1-2 1946) i współczesnych.